# Nicolas Vauquelin des Yveteaux
Nicolas Vauquelin des Yveteaux, né en 1567 au château de La Fresnaye à Falaise et mort le 9 mars 1649 à Paris, est un poète libertin français.

## Sa vie et son œuvre
Fils aîné de Jean Vauquelin de La Fresnaye, Des Yveteaux exerce la charge de lieutenant général au bailliage de Caen. Destitué par le parlement de Rouen, il est amené à Paris par le maréchal d’Estrées et nommé précepteur de César de Vendôme, fils naturel de Henri IV et de Gabrielle d'Estrées, pour lequel il compose en 1604 son seul poème sérieux, l’Institution du Prince, in-8°. Chargé ensuite de l’éducation du dauphin, le futur Louis XIII, ses mœurs licencieuses le font renvoyer de la cour en 1611.
Il quitta la cour pour mener la vie d’un épicurien, se fit remarquer par des aventures scandaleuses et de bizarres extravagances, passant des journées entières dans son jardin de la rue du Colombier, vêtu en berger de l’Arcadie, la houlette à la main et soupirant des vers aux pieds de sa belle. Sainte-Beuve raconte ainsi la suite de sa vie : « Fatigué de la cour, et persuadé que la vie champêtre est la plus heureuse de toutes les vies, il se retira dans une maison du faubourg Saint-Germain », et là, dit la chronique, « prenant l’air d’un pastor fido avec sa dame, la houlette à la main, la panetière au côté, le chapeau de paille doublé de couleur de rose sur la tête, il conduisait paisiblement le long des allées de son jardin ses troupeaux imaginaires, leur disait des chansonnettes et les gardait du loup. » Tallemant des Réaux, qui a lui aussi décrit les costumes extravagants du poète, ajoute ceci : « À quatre-vingts ans il se portait encore fort bien. Il m’a quelquefois lassé à force de me promener dans son jardin. C’était un petit homme sec, à yeux de cochon. Il a toujours eu l’esprit présent, et, à sa mode, il disait de jolies choses. »
Vauquelin des Yveteaux a exprimé dans ses vers, avec une aimable nonchalance, son voluptueux égoïsme. Poète aujourd'hui jugé inférieur à son père, il acquit une réputation supérieure à son mérite par la singularité de sa vie, les situations qu’il occupa et ses relations avec la nouvelle école poétique de Desportes et de Malherbe. Ses vers ont de la correction, mais peu d’originalité et de couleur. Son œuvre se compose principalement d’odes, des sonnets, des stances et diverses autres pièces fugitives, dont plusieurs ont été recueillis de son vivant dans les Délices de la poésie françoise, ou dernier recueil des plus beaux vers de ce temps en 1620.
Selon Tallemant des Réaux, « Ses vers étaient médiocres, mais il avait assez de feu ; sa prose, à tout prendre, valait mieux. Il savait et avait de l’esprit ; il a eu en un temps toute la vogue qu’on saurait avoir. »

## Un sonnet de Vauquelin des Yveteaux
Avoir peu de parents, moins de train que de rente, 
Et chercher en tout temps l’honnête volupté,
Contenter ses désirs, maintenir sa santé,
Et l’âme de procès et de vices exempte ;
À rien d’ambitieux ne mettre son attente,
Voir ceux de sa maison en quelque autorité,
Mais sans besoin d’appui garder sa liberté,
De peur de s’engager à rien qui mécontente ;
Les jardins, les tableaux, la musique, les vers,
Une table fort libre et de peu de couverts,
Avoir bien plus d’amour pour soi que pour sa dame,
Être estimé du Prince, et le voir rarement,
Beaucoup d’honneur sans peine et peu d’enfants sans femme,
Font attendre à Paris la mort fort doucement.

## Œuvres complètes
- Les Œuvres poétiques de Vauquelin des Yveteaux, réunies pour la première fois, annotées et publiées par Prosper Blanchemain (Paris, 1854, in-8°).
- Œuvres complètes de Nicolas Vauquelin, seigneur des Yveteaux, publiées et annotées d’après les manuscrits originaux et les recueils collectifs de poésie du XVIIe siècle, par Georges Mongrédien (1921). Réédition Slatkine, Genève, 1967.

### Œuvres en ligne
- Ode sur la paix (sd)
- Le tombeau de Monsieur de Rouxel (1586)
- Institution du prince (1604)
- Œuvres poétiques (1854)